# Mystus albolineatus
Mystus albolineatus es una especie de peces de la familia Bagridae en el orden de los Siluriformes.

## Morfología
Los machos pueden llegar alcanzar los 35 cm de longitud total.

## Distribución geográfica
Se encuentran en Asia: cuencas de los ríos Mekong y Chao Phraya.